# Gorka Aguinagalde
Gorka Aguinagalde López (Vitoria, 7 ottobre 1966) è un attore spagnolo di origine basca.

## Biografia
Sebbene sia principalmente noto come attore in film spagnoli, ha preso parte anche in film stranieri, come Olé, in cui interpreta un poliziotto accanto a Massimo Boldi e Vincenzo Salemme.

## Filmografia parziale
- Airbag, regia di Juanma Bajo Ulloa (1997)
- Suerte, regia di Ernesto Tellería (1997)
- Muertos de risa, regia di Álex de la Iglesia (1999)
- Peaje, regia di Unai Lobo (2000)
- La comunidad - Intrigo all'ultimo piano (La comunidad), regia di Álex de la Iglesia (2000)
- Año mariano, regia di Karra Elejalde (2000)
- Gente pez, regia di Jorge Iglesias (2001)
- El palo, regia di Eva Lesmes (2001)
- El robo más grande jamás contado, regia di Daniel Monzón (2002)
- Frágil, regia di Juanma Bajo Ulloa (2004)
- Escuela de seducción (Javier Balaguer, 2004)
- Torapia, regia di Karra Elejalde (2004)
- Olé, regia di Carlo Vanzina (2006)
- El síndrome de Svensson, regia di Kepa Sojo (2006)
- La buena nueva, regia di Helena Taberna (2008)
- Sukalde kontuak, regia di Aizpea Goenaga (2009)
- Fuga de cerebros 2: Ahora en Harvard, regia di Carlos Therón (2011)
- Loco con ballesta, regia di Kepa Sojo (2013)
- Bendita calamidad, regia di Gaizka Urresti (2014)
- Negociador, regia di Borja Cobeaga (2014)
- Rey Gitano, regia di Juanma Bajo Ulloa (2015)
- Errementari - Il fabbro e il diavolo (Errementari), regia di Paul Urkijo Alijo (2017)
- Perdiendo el este, regia di Paco Caballero (2019)